# 拉爾夫·科特體育場
拉爾夫·科特體育場，也被稱為"The Ralph"，是一座位於伊利諾伊州愛德華茲維爾南伊利諾大學愛德華茲維爾分校的4,000個座位體育場。它是SIUE美洲獅男女子足球隊和室外田徑隊的主場。

## 外部連結
- SIUE官方網站 （页面存档备份，存于）
- Venue information (Map and photos) （页面存档备份，存于）
- Cougars facilities (Ralph Korte Stadium) （页面存档备份，存于）

38°46′57″N 90°00′41″W / 38.782458°N 90.011394°W